# Милица Кљаић Радаковић
Милица Кљаић-Радаковић (Брод на Сави, 22. јун 1928 — Нови Сад, 22. август 2012) била је српска позоришна, филмска и телевизијска глумица.

## Биографија
Милица је рођена 22. јуна 1928. године у Славонском Броду. Била је члан ансамбла Народног позоришта, Сомбор (1946—1951), затим Народног позоришта, Суботица (1951—1952), потом Народног позоришта, Сарајево (1952—1953), па Народног позоришта „Тоша Јовановић“, Зрењанин (1953—1959), када долази у Српско народно позориште у Новом Саду, где остаје до пензионисања 1985. године. Играла је у више од 130 позоришних представа.
Преминула је у Новом Саду 22. августа 2012. године.

## Филмографија
| Год.     | Назив                              | Улога           |
| -------- | ---------------------------------- | --------------- |
| 1960.-те |                                    |                 |
| 1961.    | Избирачица                         |                 |
| 1969.    | Фрак из Абације                    | Софија          |
| 1970.-те |                                    |                 |
| 1970.    | Лепа парада                        |                 |
| 1971.    | Доручак са ђаволом                 |                 |
| 1975.    | Тањир врућих чварака               |                 |
| 1980.-те |                                    |                 |
| 1981.    | Слике Безарових                    | Косана Безар    |
| 1981.    | Ми смо смешна породица (ТВ серија) | Розика          |
| 1981.    | Развод брака                       |                 |
| 1981.    | Широко је лишће                    | Бранкова мајка  |
| 1981.    | Светозар Марковић (ТВ серија)      |                 |
| 1981.    | Црвена краљица                     |                 |
| 1981.    | Ми смо смешна породица             | Розика          |
| 1982.    | Земља                              |                 |
| 1983.    | Велики транспорт                   |                 |
| 1985.    | Једна половина дана                |                 |
| 1985.    | Буња                               | Председниковица |
| 1986.    | Шпадијер један живот               |                 |
| 1987.    | Човек у сребрној јакни (ТВ серија) | Жикина жена     |
| 1990.-те |                                    |                 |
| 1992.    | Јевреји долазе                     | Баба Јула       |
| 2010.-те |                                    |                 |
| 2011.    | Фрау Ајнштајн                      |                 |

## Неке улоге у позоришту
- сестра Ангелика, Мирослав Крлежа, „Господа Глембајеви";
- Савета, Коста Трифковић, „Избирачица";
- Душанка Милеуснић, Јаков Игњатовић-Д. Ђурковић, „Фамилија Софронија А. Кирића";
- Виола, Вилијам Шекспир, „Богојављенска ноћ";
- Порција, Вилијам Шекспир, „Јулије Цезар";
- Офелија, Вилијам Шекспир, „Хамлет";
- Џени, Бертолд Брехт, „Просјачка опера";
- Џози Хоган, Јуџин О'Нил, „Месечина за несрећне";
- Маша, Антон Павлович Чехов, „Три сестре";
- Ема Бовари, Гистав Флобер-Г. Бати, „Госпођа Бовари";
- Јуца, Јован Стерија Поповић, „Кир Јања";
- Косана, З. Петровић, „Село Сакуле, а у Банату";
- Татјана, Максим Горки, „Малограђани";
- Беатриса, Артур Милер, „Поглед с моста";
- Тоанета, Ж. Б. П. Молијер, „Уображени болесник";
- Естера, Ђорђе Лебовић, „Викторија";
- Даница Чворовић, Душан Ковачевић, „Балкански шпијун";
- госпођа Смит, Ежен Јонеску, „Ћелава певачица";
- Верка, Драган Станковић, „Пољуби сјај угаслих звезда“.

## Награде и признања
- више награда на Сусрету позоришта Војводине
- Стеријина награда за улогу Савете у представи „Избирачица“, 1961. године[3]
- награда листа „Дневник“ за улогу Естере у представи „Викторија“, 1968. године
- Октобарска награда Новог Сада, 1974. године
- Златна медаља „Јован Ђорђевић“, 1984. године
- Орден заслуга за народ са сребрним зрацима, 1986. године